# Карнеј
Карнеј (фр. Carneille) насеље је и општина у северној Француској у региону Доња Нормандија, у департману Орн која припада префектури Аржантан.
По подацима из 2011. године у општини је живело 578 становника, а густина насељености је износила 36,33 становника/km². Општина се простире на површини од 15,91 km². Налази се на средњој надморској висини од 235 метара (максималној 262 m, а минималној 135 m).

## Демографија
| 1962. | 1968. | 1975. | 1982. | 1990. | 1999. | 2011. |
| ----- | ----- | ----- | ----- | ----- | ----- | ----- |
| 525   | 570   | 520   | 530   | 480   | 485   | 578   |

График промене броја становника у току последњих година